# Красовський Григорій Васильович
Григорій Васильович Красовський (нар. 8 жовтня 1982, Керч, УРСР) — український футболіст, воротар канадського клубу «Воркута» (Торонто).

## Життєпис
Розпочав у 1998 році в складі друголігового СК «Одеса». Наступного сеону він підписав контракт з одеським «Чорноморцем», де зіграв 1 поєдинок у Першій лізі чемпіонату України, але в основному виступав у резервній команді одеситів. У 2003 році виступав в Аматорському чемпіонаті України в складі «Тираса-2500» (Білгород-Днітровський). За кордоном виступав у казахстанській «Прем'єр-лізі» за «Атирау» в 2007 році, а наступний сезон зіграв у «Жетису». У 2008 році повернувся до України, де підписав контракт з «Дністром» (Овідіополь), а в 2011 році — в одеському «Реал Фармою». У 2017 році став гравцем «Воркути» (Торонто) з Канадської футбольної ліги.